# Panaxia ochricolor
Panaxia ochricolor là một loài bướm đêm thuộc phân họ Arctiinae, họ Erebidae.